# Rafaâ Chtioui
Rafaâ Chtioui (26 januari 1986) is een Tunesisch voormalig wielrenner. Chtioui was na Ali Neffati de tweede Tunesische profwielrenner in Europa. Hij reed tussen 2010 en 2012 voor Acqua e Sapone en Team Europcar.
In 2007 was hij Arabisch kampioen tijdrijden en won hij goud op de Arabische Spelen op de tijdrit. In 2010 werd hij op beide wegonderdelen Arabisch kampioen en een jaar later won hij opnieuw goud op de tijdrit op de Arabische Spelen.
In 2008 deed Chtioui namens Tunesië mee aan de Olympische Spelen van 2008 (Peking) aan de wegrit, en eindigde als 86e, op een kleine veertig minuten achterstand.

## Belangrijkste overwinningen
2006
- 3e etappe Ronde van Marokko

2007
- Arabisch kampioen tijdrijden, Elite
- Tijdrit op de Arabische Spelen, Elite
- 1e etappe Ronde van Egypte
- 1e etappe, deel B Tour des Pays de Savoie
- 4e etappe Ronde van Marokko
- 5e etappe Ronde van de Toekomst
- 3e etappe Tour des Aéroports

2008
- International Grand Prix Al-Khor

2009
- Arabisch kampioen tijdrijden, Elite
- 2e etappe Ronde van Singkarak
- 5e etappe Ronde van Servië

2010
- Arabisch kampioen op de weg, Elite
- Arabisch kampioen tijdrijden, Elite
- Tunesisch kampioen op de weg, Elite

2011
- Tijdrit op de Arabisch Spelen, Elite

2013
- Challenge du Prince - Trophée de l'Anniversaire
- Tunesisch kampioen op de weg, Elite

2014
- Tunesisch kampioen op de weg, Elite
- 1e etappe Jelajah Malaysia
- Eindklassement Jelajah Malaysia

2015
- 1e en 2e etappe La Tropicale Amissa Bongo
- Eindklassement La Tropicale Amissa Bongo
- Tunesisch kampioen tijdrijden, Elite

## Resultaten in voornaamste wedstrijden
| Jaar | Gent-Wevelgem | Parijs-Roubaix | Ronde van Lombardije |
| ---- | ------------- | -------------- | -------------------- |
| 2010 |               | 54e            |                      |
| 2011 |               |                | opgave               |
| 2012 | 74e           | buit.tijd      |                      |